# 夸尔图森特纳留
夸尔图森特纳留（Template:Lang+pt）是巴西巴拉那州的一个市镇。总面积321.875平方公里，总人口4927人，人口密度15.3人/平方公里。